# Austeucharis flavifemora
Austeucharis flavifemora är en stekelart som först beskrevs av Girault 1929.  Austeucharis flavifemora ingår i släktet Austeucharis och familjen Eucharitidae. Inga underarter finns listade.